# Partit Comunista del Nepal (Centre d'Unitat-Masal)
Partit Comunista del Nepal (Centre d'Unitat-Masal) és un partit polític comunista del Nepal format el 2002 per la unió del Partit Comunista del Nepal (Masal-COC) i el Partit Comunista del Nepal (Centre d'Unitat).
Està dirigit per Mohan Bikram Singh. L'organització de masses principal és el Front Popular del Nepal (People's Front Nepal). L'ala d'estudiants és l'All Nepal National Free Students Union (Unified).